# Anneaux de Jeanne d'Arc

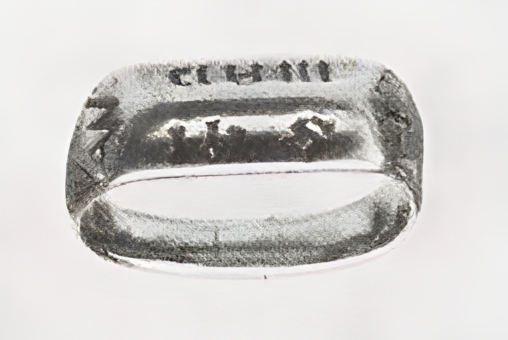
Anneau présumé de Jeanne d'Arc. Photographie publiée dans un catalogue britannique en 1917.

Les anneaux de Jeanne d'Arc sont des bijoux ayant appartenu à l'héroïne française de la guerre de Cent Ans.
D'après les sources médiévales, elle détient au moins trois anneaux durant ses campagnes militaires en faveur du roi Charles VII.
En juin 1429, elle fait don d'un petit bijou en or à Jeanne de Laval, veuve du connétable Bertrand du Guesclin et aïeule de la maison de Laval, en considération de l'engagement proverbial de cette famille dans la lutte contre les Anglais.
Les informations concernant les deux autres anneaux proviennent des minutes latines du procès de condamnation de la Pucelle (mars-mai 1431). Soupçonnant cette dernière d'user de sortilèges, notamment par l'emploi d'objets consacrés à des démons familiers, ses juges la questionnent au sujet de ses bijoux. Selon les déclarations de la prisonnière, son deuxième anneau, cadeau de son frère, est détenu par l'évêque Pierre Cauchon lors du procès tenu à Rouen en 1431.
Le troisième anneau de Jeanne d'Arc, cadeau de son père ou de sa mère, tombe au préalable entre les mains des Bourguignons, alliés des Anglais, vraisemblablement à l'occasion de la capture de la Pucelle le 14 mai 1430, lors du siège de Compiègne. Cet anneau est le seul dont l'apparence soit connue, grâce à la description fournie par l'héroïne elle-même durant son procès.
Lors d’une vente aux enchères organisée à Londres en février 2016, l'homme politique Philippe de Villiers et son fils Nicolas, respectivement fondateur et président du Puy du Fou, acquièrent au profit de ce parc de loisirs un anneau présenté comme un bien de Jeanne d'Arc. Le bijou, qui correspond à la description de l'anneau offert à Jeanne par ses parents, est ensuite rapporté en France et présenté en grande pompe comme une relique de l'héroïne.
L'authenticité de l'objet est mise en doute, notamment par les historiens médiévistes Colette Beaune, Olivier Bouzy et Philippe Contamine, en raison d'incertitudes relatives à son origine et au suivi de sa transmission depuis le XV e siècle.

## L'annelet d'or donné à Jeanne de Laval

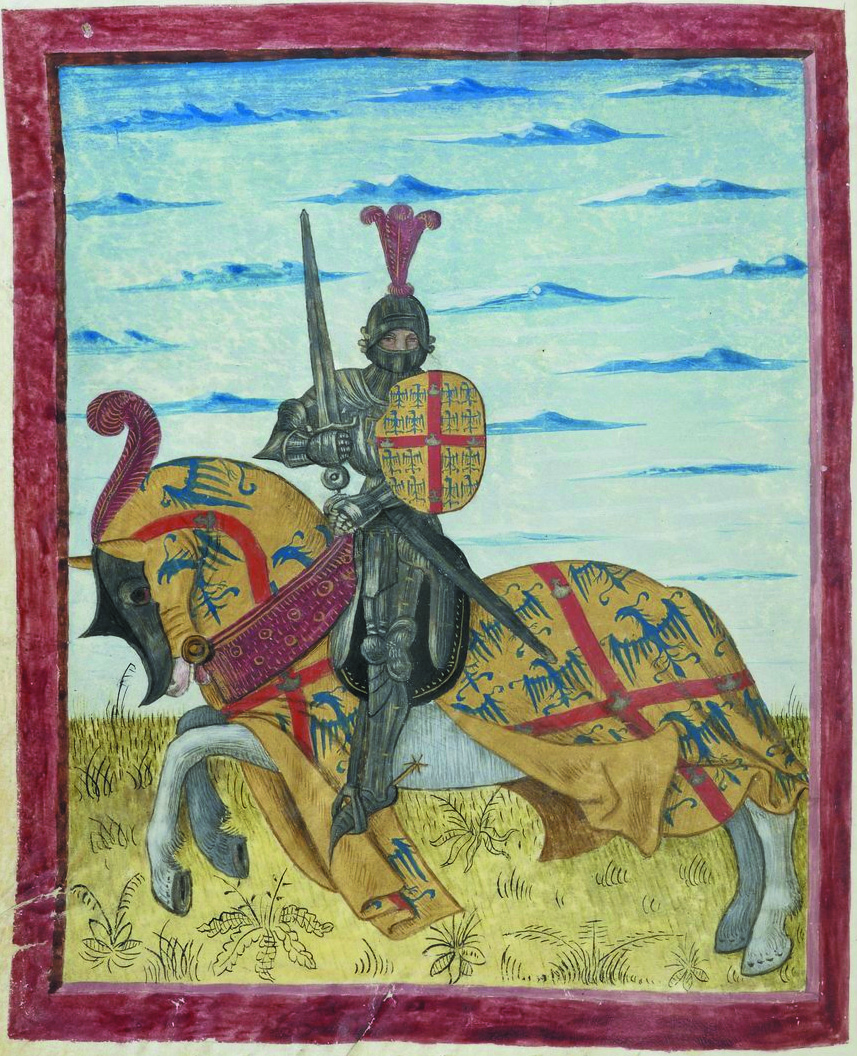
Représentation héraldique des comtes de Laval.
Enluminure sur parchemin,, Armorial de Gilles Le Bouvier, dit Berry, héraut d'armes du roi Charles VII (XVe siècle), ms. 4985, Paris, BnF.

En juin 1429, un mois après la levée du siège d'Orléans, Jeanne d'Arc transmet un « bien petit anneau d'or » à Jeanne de Laval, veuve du connétable Bertrand du Guesclin et aïeule de la maison de Laval, pour rendre hommage aux combats menés par sa famille contre les Anglais. La Pucelle regrette toutefois de ne pouvoir lui manifester son estime autrement que par ce modeste présent.
Peu de temps après, les seigneurs Guy XIV de Laval et André de Lohéac, petits-fils de Jeanne de Laval, rejoignent l'armée royale qui se rassemble dans le Berry en vue de partir à la reconquête des places fortes de la Loire. Ces mêmes troupes doivent ensuite escorter Charles VII jusqu'à Reims afin que le souverain Valois y soit sacré roi de France.
Charles VII accueille chaleureusement les deux frères Laval à Sainct-Agnan, puis les accompagne à Selles où l'armée se réunit. Présente à Selles, Jeanne d'Arc — peut-être mandée par le roi — s'en vient au devant des Laval. Elle leur offre du vin puis promet qu'elle leur en fera boire du meilleur à Paris, prédisant ainsi la prise prochaine de cette ville.
Ces détails sont connus grâce à la copie d'une lettre rédigée par les deux frères Laval en date du 8 juin 1429 mais il ne subsiste aucun autre renseignement relatif à l'aspect et au sort de cet annelet d'or,. Du reste, il n'est pas certain que Jeanne d'Arc l'ait elle-même porté avant de l'offrir à Jeanne de Laval.
Par la suite, après la cérémonie du sacre de Charles VII à Reims le dimanche 17 juillet 1429, Jeanne d'Arc est célébrée en sortant de la cathédrale. À cette occasion, des gens tentent superstitieusement de mettre en contact leurs propres anneaux avec celui de la Pucelle. Le médiéviste Xavier Hélary relève que « ces manifestations d'idolâtrie populaire seront bien sûr utilisées contre elle en temps utile ».
Consécutivement à l'échec du siège de Paris et à la dissolution de l'armée en septembre 1429, Jeanne d'Arc poursuit la guerre contre les Anglais et leurs alliés bourguignons. Ces derniers finissent par capturer la Pucelle lors du siège de Compiègne le 23 mai 1430, puis la vendent aux Anglais en novembre 1430.

## Les deux anneaux mentionnés au cours du procès de condamnation

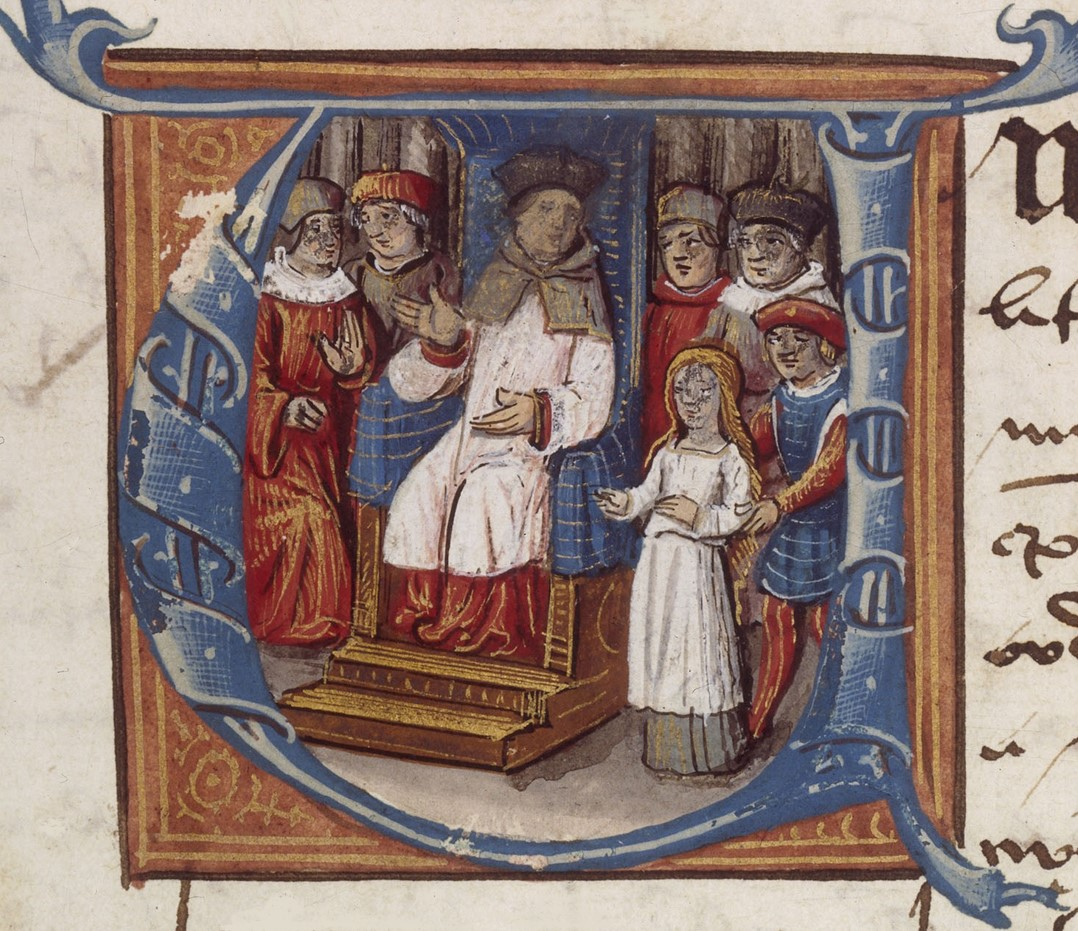
Jeanne d'Arc présentée à son juge rouennais, l'évêque Pierre Cauchon, entouré de ses assesseurs.
Lettrine U ornée, XVe siècle, Paris, BnF, département des Manuscrits, ms. Latin 5969, 1.

Le jeudi 1er mars 1431, lors de la cinquième séance du procès de condamnation à Rouen, les juges demandent à Jeanne d'Arc si les saints et les saintes qu'elle déclare avoir vu portaient des anneaux. Ils l'interrogent ensuite au sujet de ses propres anneaux.
S'adressant à Pierre Cauchon, la Pucelle rétorque que l'évêque en détient un qui lui appartient ; elle demande que cet objet — cadeau de son frère — lui soit rendu, avant de charger son juge d'en faire don à l'Église.
En outre, la prisonnière déclare qu'un autre de ses anneaux a été gardé par les Bourguignons. Elle décrit ce second bien, cadeau de son père ou sa mère, comme portant l'inscription « Jésus Marie » (Jhesu Maria), sans aucune pierre précieuse. Jeanne d'Arc affirme n'avoir jamais utilisé ses anneaux pour guérir quelqu'un,.

| Interrogata an in capitibus predictis cum coronis erant anuli in auribus vel alibi : Respondit : Ego nichil scio de hoc. Interrogata an ipsamet Iohanna haberet aliquos anulos : Respondit, loquendo nobis espicopo predicto : Vos habetis a me unum ; reddite michi. Item dicit quod Burgundi habent alium anulum ; et petivit a nobis quod, si haberemus predictum anulum, ostenderemus ei. Interrogata quis dedit sibi anulum quem habent Burgundi : Respondit quod pater eius vel mater ; et videtur ei quod ibi erant scripta hec nomina IHESUS \| MARIA ; nescit quis fecit scribi, nec ibi erat aliquis lapis, ut ei videtur ; fuitque sibi datus idem anulus apud villam de Dompremi Item dicit quod frater suus dedit sibi alium anulum quem habebamus, et quod nos onerabat de dando ipsum ecclesie. Item dicit quod nunquam sanavit quamcumque personam de aliquo anulorum suorum. —Tisset et Lanhers 1960, Procès de Condamnation de Jeanne d'Arc, p. 84-85. | Interrogée si les têtes susdites [des saints Gabriel et Michel ainsi que des saintes Catherine et Marguerite] avec les couronnes portaient des anneaux aux oreilles ou ailleurs : Elle répondit « Je n'en sais rien ». Interrogée si elle-même avait quelques anneaux : Elle répondit, en parlant à nous, évêque susdit : « Vous en avez un à moi ; rendez-le moi ». Item elle dit que les Bourguignons ont un autre anneau. Et elle nous demanda que, si nous avions l'anneau susdit, nous le lui montrions. Interrogée qui lui a donné l'anneau qu'ont les Bourguignons : Elle répondit que c'était son père ou sa mère et il lui semble qu'y étaient ces noms JÉSUS MARIE ; elle ne sait qui les fit écrire et il n'y avait pas de pierre, à ce qu'il lui semble. Et cet anneau lui fut donné à Domremy. Item elle dit que son frère lui donna l'autre anneau que nous avions et qu'elle nous chargeait de le donner à l'église. Item elle dit que jamais elle ne guérit qui que ce fût, par l'un de ses anneaux. —Tisset et Lanhers 1970, Procès de Condamnation de Jeanne d'Arc, p. 85. |  |

L'après-midi du samedi 17 mars 1431, les juges s'intéressent derechef à l'anneau gardé par les Bourguignons, questionnant Jeanne d'Arc au sujet de sa matière. La Pucelle répond de manière imprécise, ne sachant pas si l'objet est en or (« pas d'or fin » dans ce cas, précise-t-elle) ou en laiton. Outre les noms « Jésus Marie », elle précise que l'anneau porte également trois croix et pas d'autre signe.
| Interrogata de qua materia erat unus anulorum suorum, in quo erant scripta hec nomina IHESUS MARIA : Respondit quod hoc proprie nescit ; et si erat de auro, non erat de puro auro ; nec scit utrum erat de auro vel de electro ; et estimat quod in eo erant | tres cruces et non aliud signum, quod ipsa sciat, exceptis hiis nominibus IHESUS MARIA. Interrogata cur libenter respiciebat in illum anulum, quando ibat ad aliquod factum guerre : Respondit quod hod erat per complacenciam et propter honorem patris et matris ; et ipsa, illo anulo exsistente in sua manu et in suo digito, tetigit cum sancta Katherina sibi visibiliter apparente. Interrogata in qua parte ipsius sancte Katherina tetigit eam : Respondit : Vos de hoc non habebitis aliud. — Tisset et Lanhers 1960, Procès de Condamnation de Jeanne d'Arc, p. 176. | Interrogée de quelle matière était l'un de ses anneaux sur lequel était écrit ces noms JÉSUS MARIE ? Elle répondit qu'elle ne le sait proprement pas, et s'il était d'or, il n'était pas d'or fin ; et elle ne sait si était d'or ou de laiton ; et elle pense qu'il y avait sur lui trois croix et pas d'autre signe qu'elle sache, excepté ces noms JÉSUS MARIE. Interrogée : pourquoi regardait-elle volontiers ledit anneau quand elle allait à quelque fait de guerre ? Elle répondit que c'était par plaisance et pour l'honneur de ses père et mère ; et elle, ayant l'anneau à sa main et à son doigt, toucha sainte Catherine lui apparaissant sous forme visible. Interrogée en quelle partie de sainte Catherine la toucha-t-elle : Elle répondit : « Vous n'en aurez pas autre chose ». — Tisset et Lanhers 1970, Procès de Condamnation de Jeanne d'Arc, p. 144. |  |

Le mardi 27 et le mercredi 28 mars 1431, le promoteur (autrement dit le procureur) Jean d'Estivet expose en français à Jeanne d'Arc les soixante-dix articles composant le réquisitoire à son encontre,. Le vingtième chef d'accusation affirme que la Pucelle a ensorcelé son anneau ainsi que son étendard et « l'épée de Sainte-Catherine »,,. Le promoteur emploie ainsi tous les moyens pour incriminer Jeanne d'Arc. Celle-ci rétorque en réfutant l'accusation relative à l'anneau ainsi que d'autres charges fantasques et infondées de ce genre, observe le médiéviste Philippe Contamine. Lors du procès de réhabilitation en 1455-1456, Jean d'Estivet sera ultérieurement dépeint par plusieurs témoins comme un « mauvais homme », véhément, obtus et inféodé aux Anglais.
Les 2, 3 et 4 avril 1431, Pierre Cauchon, Jean Lemaître et d'autres juges « recentrent » le procès en reprenant et reformulant seulement douze assertions sur soixante-dix, qui sont lues à la prisonnière le 23 mai, sans lui laisser cette fois la possibilité d'y répondre,. Qu'il s'agisse d'une forme de désaveu de Jean d'Estivet ou plutôt d'une procédure juridique habituelle du temps, le délestage considérable du catalogue du promoteur entraîne l'abandon de plusieurs accusations, dont celle concernant le soi-disant sortilège mis par la Pucelle dans son anneau pour protéger ses gens d'armes.

## Polémiques concernant l'anneau vendu à Londres

### Historique de l'anneau mis en vente par la société TimeLine Auctions
Le 26 février 2016, une vente aux enchères est organisée à Londres par la société TimeLine Auction, incluant un lot composé d'un anneau en argent doré (« silver-gilt »), portant quatre inscriptions, deux sur les épaules, « I » ou une croix (pour « Iesus (Jésus) » ) et « M » (pour « Maria »), et deux sur le chaton, « IHS » et « MAR » (pour « Iesus (Jésus) » et « Maria »), d'un coffret en bois, ainsi que de documents relatifs à ce bijou présenté comme un objet associé à Jeanne d’Arc.

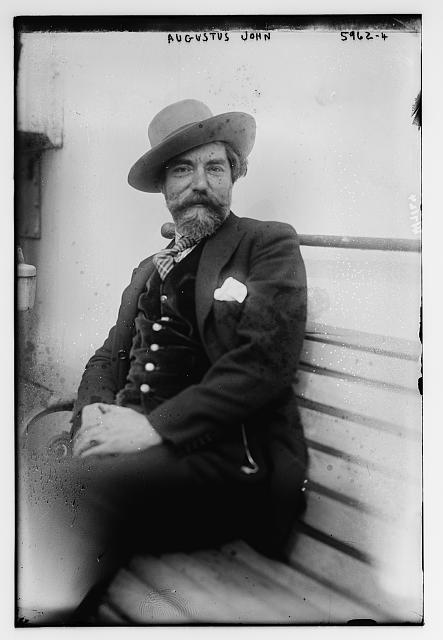
Le peintre britannique Augustus John.

D'après le catalogue de vente de la société, l'histoire de l'anneau serait la suivante : récupéré par le cardinal anglais Henri Beaufort, l'objet aurait été transmis ensuite par Charles Stuart (1555-1576), comte de Lénox et descendant de Marguerite Beaufort (1443-1509), à son épouse Elizabeth Cavendish (1555-1582). Passé dans le giron familial des Cavendish, ducs de Newcastle, puis de Portland, l'anneau serait devenu la propriété de leur descendante Ottoline Morrell (1873–1938), née Cavendish-Bentinck. Cette aristocrate mondaine aurait fait cadeau du bijou au peintre gallois Augustus John (1878–1961), avec qui elle avait eu une liaison. Le peintre aurait revendu le présent en 1914.
L'anneau est acquis en 1914 par un collectionneur, Frederick Arthur Harman Oates, secrétaire au musée de Londres, 
qui l'évoque ainsi dans son Catalogue of finger rings, ouvrage imprimé à ses frais en 1917 : « Cet anneau, croit-on, a été la propriété de Jeanne d'Arc, et passa du cardinal Beaufort à Henri VII. (...) Provient de la collection d'Augustus John, 1914. »
Après le décès d'Oates en octobre 1928, l'anneau, ainsi que toute sa collection de bagues, sont vendus aux enchères à Londres (20-22 février 1929) par Sotheby's. Durant dix-huit ans, le bijou est conservé dans une collection privée, jusqu'à ce que le docteur James Hasson s'en porte acquéreur à l'occasion de nouvelles enchères chez Sotheby's le 1er avril 1947. Écrivain et consultant chez la société Christie's, Hasson est un médecin ayant servi le général de Gaulle et les Forces françaises libres à Londres durant la Seconde Guerre mondiale.
James Hasson fait notamment exhiber l'objet en 1952 dans la chapelle Saint-Jean à la Turbie, puis lors de l'exposition rouennaise « Jeanne d'Arc et son temps » (19 juin-20 août 1956) commémorant le cinquième centenaire du procès en nullité de la condamnation de l'héroïne,. L'historienne Régine Pernoud aurait alors plaidé pour l'authenticité de l'anneau, contrairement au père Paul Doncœur, auteur de plusieurs études sur les procès de Jeanne d'Arc,. L'objet est présenté à Rouen comme un « anneau dit de Jeanne d'Arc », conjointement à trois autres supposées reliques — l'épée du musée des Beaux-Arts de Dijon, le casque du Metropolitan Museum of Art de New York et le bocal de Chinon — toutes exposées avec des réserves quant à leur authenticité.
Présenté comme un « gentleman du comté d'Essex » par le catalogue de TimeLineAuctions, Robert Hasson, fils du docteur Hasson et dernier propriétaire du bijou, se sépare de son bien lors des enchères londoniennes du 26 février 2016.

### Acquisition de l'anneau par le Puy du Fou et doutes émis par les médiévistes spécialistes de Jeanne d'Arc
Informé de cette vente, l'avocat Jacques Trémolet de Villers en prévient l'homme politique Philippe de Villiers. Le fondateur du parti souverainiste Mouvement pour la France transmet à son tour l'information à son fils Nicolas de Villiers, président du Puy du Fou, qui rachète l'anneau pour la somme de 376 833 €, afin de l'exposer dans une chapelle reliquaire au sein de son parc de loisirs à thème historique. Le 3 mars 2016, le journaliste Jean-Louis Tremblais rapporte la nouvelle dans Le Figaro Magazine.
L'historien médiéviste Olivier Bouzy, ainsi que le comité scientifique de l'Historial Jeanne d'Arc de Rouen, émettent des doutes sur l'authenticité de la relique, faisant valoir la différence entre la nature du métal de l'anneau en vermeil vendu aux enchères et celui en laiton ou en or — mais pas en or fin — décrit par Jeanne elle-même lors de son procès. Olivier Bouzy ajoute que les indications fournies par la Pucelle — la nature du métal, l'inscription « Jésus Marie » (Jhesu Maria), les trois croix, l'absence de pierre précieuse — correspondent à l'anneau gardé par les Bourguignons et non à celui détenu par l'évêque Cauchon, pour lequel il n'existe aucune description. L'historien médiéviste souligne également : « Rien ne prouve que les Bourguignons (...) ont donné [l'anneau] au cardinal anglais Henri Beaufort. » Enfin, Bouzy exprime son étonnement devant la carence documentaire relative à l'objet antérieurement à l'année 1909,,.

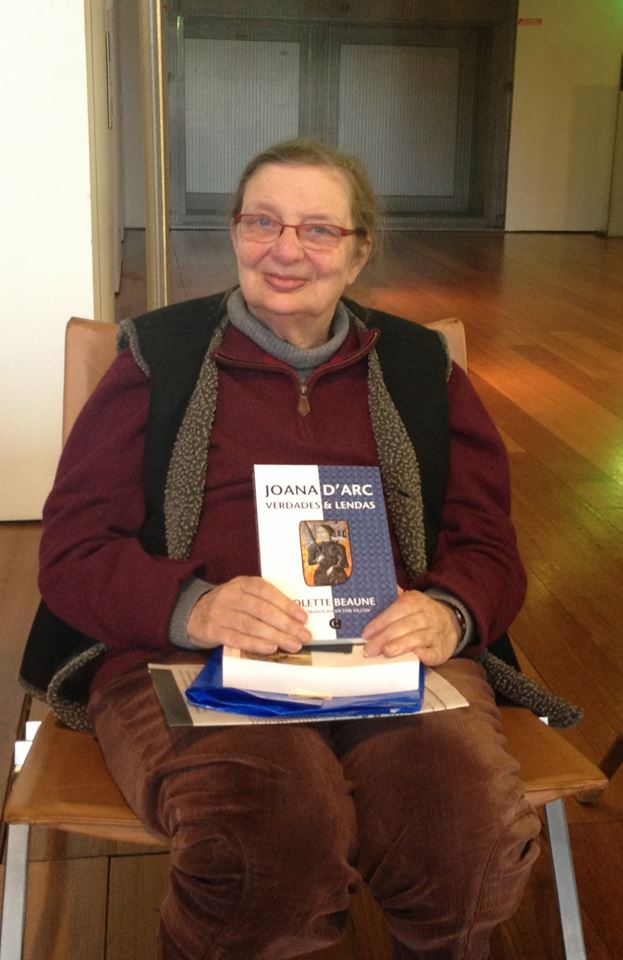
L'historienne médiéviste Colette Beaune.

L'historienne médiéviste Colette Beaune, professeur émérite de l’université Paris-Nanterre, se montre également circonspecte quant à l'historique de l'objet, sinon quant à sa datation : « Tous les trois ou quatre, ans des fausses épées, armures ou reliques de Jeanne d'Arc apparaissent. On m'avait demandé il y a quelques années de donner mon avis sur un bocal à Chinon, en fait c'était de la momie égyptienne... Il faut être prudent, dans ce cas l'analyse scientifique semble sérieuse mais si l'on peut prouver qu'une bague est bien du XV e siècle, il est plus difficile d'établir par quelles mains elle est passée. »
Le 18 mars 2016, le journaliste Jean-Louis Tremblais publie un article dans Le Figaro où il annonce que les rapports d'expertise matérielle estiment que l'anneau semble bien dater du XVe siècle et que l'objet aurait été plaqué or comme l'attestent des traces de « métal jaune » en plusieurs endroits. Parmi ces rapports figure une analyse réalisée, avant la vente de l'anneau, par le laboratoire Oxford X-ray Fluorescence Ltd. ; il y est établi que le bijou est en argent. Les expertises mandatées après la vente par la fondation Puy du Fou Espérance comprennent un examen effectué par Vanessa Soupault, experte en bijoux anciens et modernes. Celle-ci relève en date du 9 mars 2016 que « la structure autant que la forme de la bague sont anciennes [et que] les inscriptions portées sur le chaton sont à [sa] connaissance de type gothique (...) [C]es inscriptions (...) (IHS d'un côté, MAR de l'autre) semblent correspondre à celles utilisées dans les minutes du procès. Les abréviations utilisées à l'époque pour désigner Jésus et Maria sont attestées. Le fait que l'anneau comporte des traces de dorure correspond également à la description de l'objet dans les minutes du procès. » A contrario, l'inscription « M » s'avère postérieure au XVe siècle.
Le site Internet du parc de loisirs identifiait initialement l'objet acheté aux enchères à l'anneau que Jeanne d'Arc réclamait à l'évêque Cauchon lors du procès rouennais. Or, comme Olivier Bouzy, Colette Beaune souligne la « confusion » commise par le Puy du Fou avec l'autre anneau de Jeanne d'Arc, cadeau de son père ou de sa mère, dont la description nous est parvenue par le biais des questions insistantes que les juges rouennais posaient à la Pucelle. Celle-ci affirmait, lors de son procès, que l'objet était détenu par les Bourguignons, vraisemblablement à la suite de sa capture à Compiègne en mai 1430.
Dès lors, le Puy du Fou « change de version » ; Nicolas de Villiers se ravise en associant désormais le bien acquis en Grande-Bretagne à l'anneau resté aux mains des Bourguignons. Le président du Puy du Fou conjecture que ceux-ci auraient vendu simultanément l'héroïne et son anneau aux Anglais. Néanmoins, cette hypothèse ne cadre pas avec les affirmations de Jeanne d'Arc elle-même,, comme l'explique Olivier Bouzy : « L'anneau est entre les mains des Bourguignons lors du procès à Rouen, et non pas des Anglais. C'est pour cela [que Jeanne d'Arc] le décrit car il n'est pas présent. Mais on peut encore une fois penser qu'il a été remis aux Anglais par la suite. »

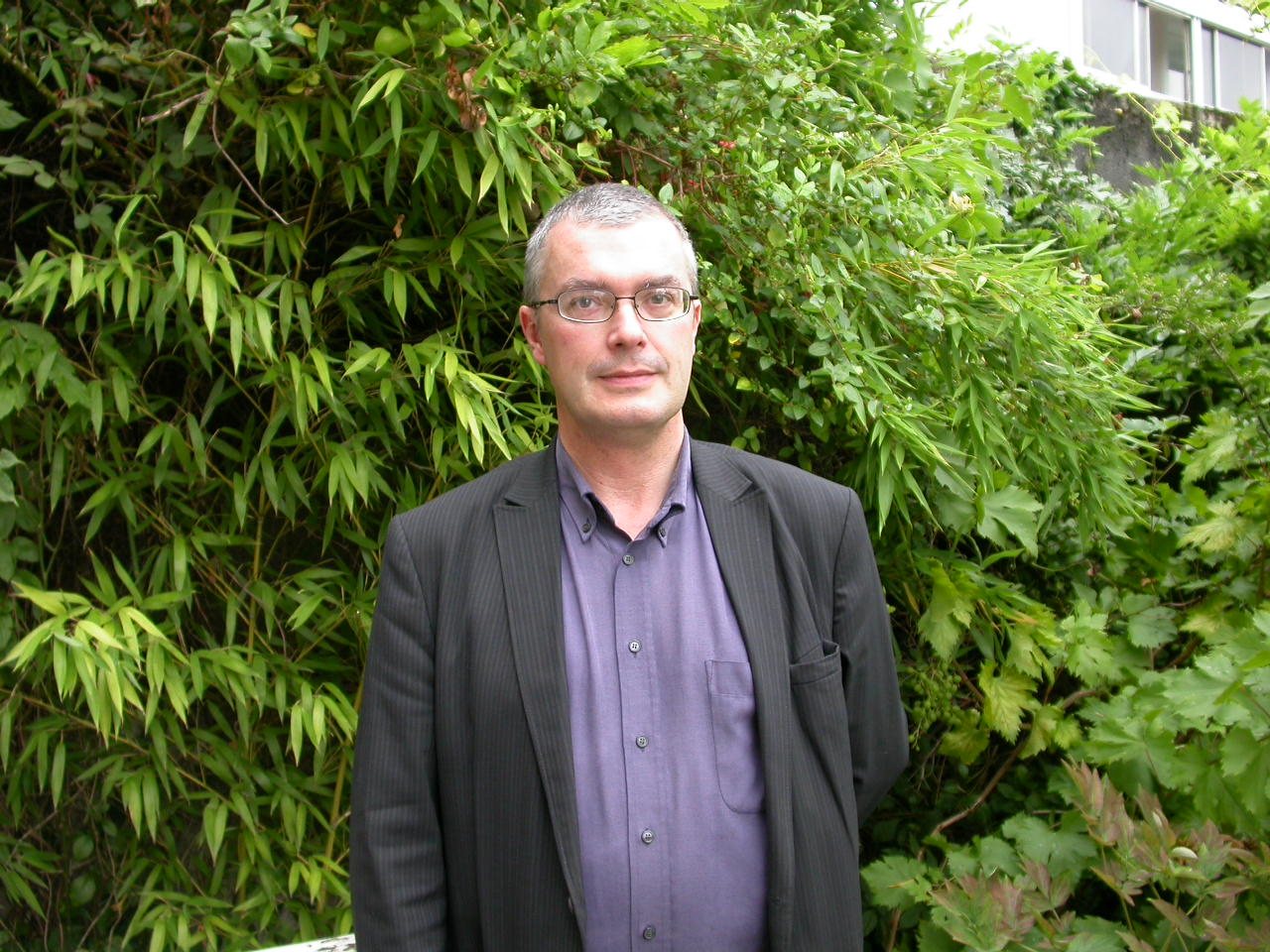
Olivier Bouzy.

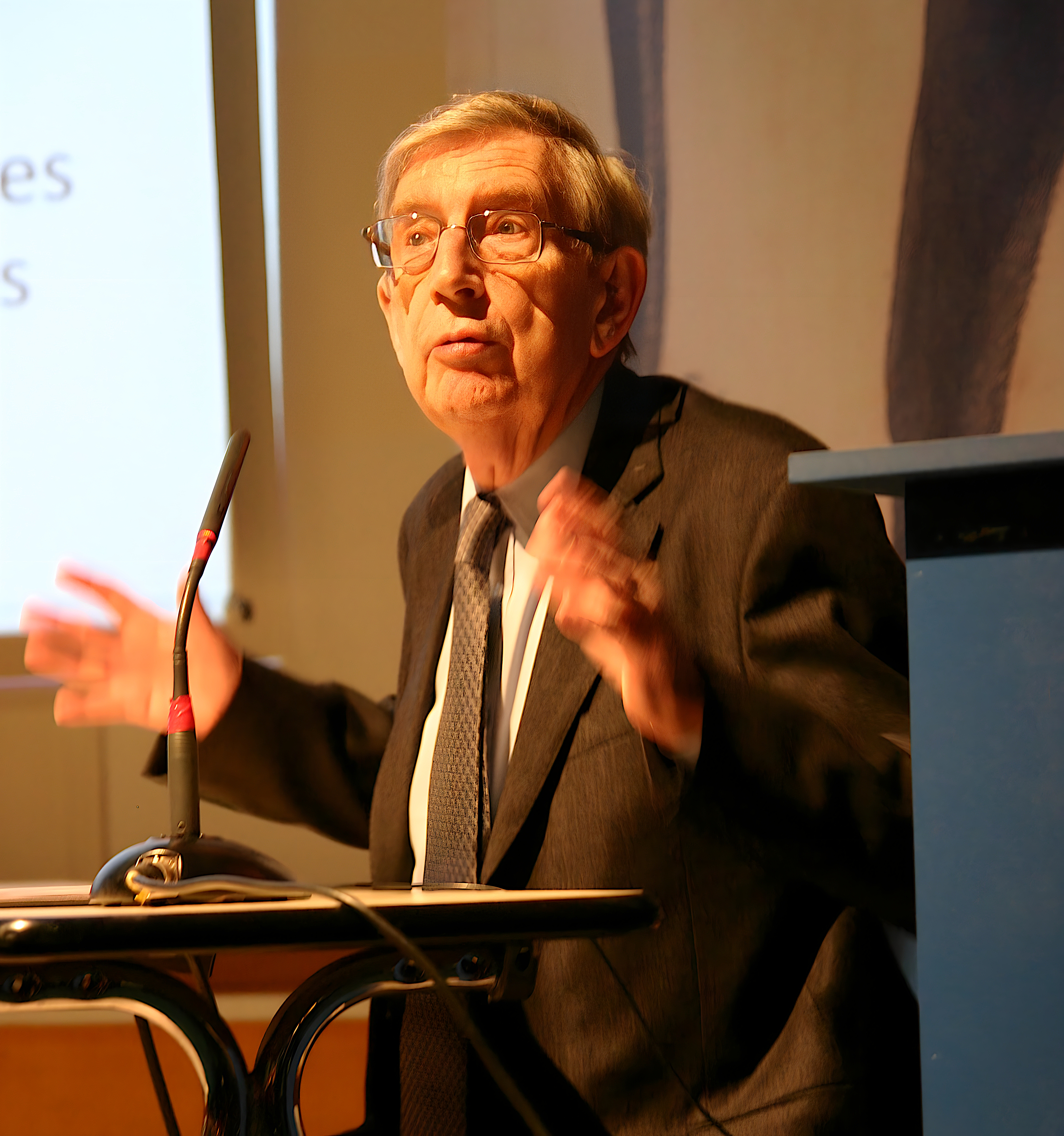
Philippe Contamine lors d'une conférence à Bourges, en 2016.

Outre cette incertitude, le dossier d'archives obtenu par le parc de loisirs ne permet pas d'établir « le suivi de la transmission » de l'anneau, puisque « l'arbre généalogique » des dévolutions successives évoque uniquement ses « propriétaires présumés » (« presumed owners »). Olivier Bouzy demande notamment s'il existe des preuves attestant « que l’anneau figure noir sur blanc dans la description des biens [de ses détenteurs présumés depuis 1431] ? »,. L'historien précise que « les premières études sur ce bijou datent de 1929, et sont faites à l'occasion de la première vente aux enchères. » La documentation antérieure ne se révèle pas probante. 
Par conséquent, à l'instar de leurs consœurs médiévistes Colette Beaune et Sandra Louise Hindman, Olivier Bouzy et Philippe Contamine concluent que ces zones d'ombre ne permettent pas de trancher quant à l'authenticité ou l'inauthenticité de l'objet,. Bouzy remarque in fine que « beaucoup, pour des raisons religieuses ou politiques, ont envie de faire revivre cette héroïne de l'Histoire française. » Dans Le Point, le journaliste Frédéric Lewino fait valoir les objections de « tous les historiens sérieux, dont Philippe Contamine », pour affirmer que l'objet est « vraisemblablement un faux » et qu'il « ne manquera [pas] de crédules pour accourir voir l'anneau. Finalement, le Puy du Fou ne fait que reprendre la tradition des églises médiévales qui n'hésitaient pas à exposer de fausses reliques de saints pour attirer la foule des pèlerins. »
Le dimanche 20 mars 2016, une cérémonie est célébrée au Puy du Fou « à la grande joie d'une nébuleuse « tradi », identitaire et catholique », d'après la journaliste Ariane Chemin. Cent élèves et officiers de l'École spéciale militaire de Saint-Cyr forment une haie d'honneur tandis que défilent des figurants déguisés en chevaliers et en poilus, accompagnés de petites filles vêtues de robes de lin. « Protégée par un dais de velours à plumets, ceinte d'une jonchée de lys, [la bague] repose sur un carreau de velours pourpre », dans le cadre d'une procession dont l'agencement rappelle les « spectacles vivants » du parc d'attraction. Le bijou est ensuite « abrité pieusement dans une chapelle reliquaire. »
Co-auteurs d'un ouvrage dénonçant une « résurgence du roman national », William Blanc et Christophe Naudin affirment dans Le Monde qu'à travers la mise en scène de l'anneau, Philippe de Villiers « parachève ainsi une offensive médiatique, politique et commerciale, qui marie allègrement un discours identitaire avec une gestion spectaculaire et libérale. » À la suite de la publication de cette tribune, Philippe de Villiers poursuit pour diffamation les deux chercheurs et Le Monde, en définitive tous relaxés le 21 janvier 2019 par le tribunal au motif que « les propos incriminés [...] ne dépassent pas les limites admissibles de la liberté d'expression, s'agissant d'un débat relatif à l'appréhension et l'exploitation d'un personnage historique tel que Jeanne d'Arc, par un parc à thématique historique connaissant un succès croissant ».
Consécutivement à cette polémique, le Puy du Fou décide de ne plus « communiquer » à propos de l'anneau, en déclarant que « désormais nous avons tout dit, et nous ne réalisons plus de reportages à ce sujet. »

### Licence d'exportation

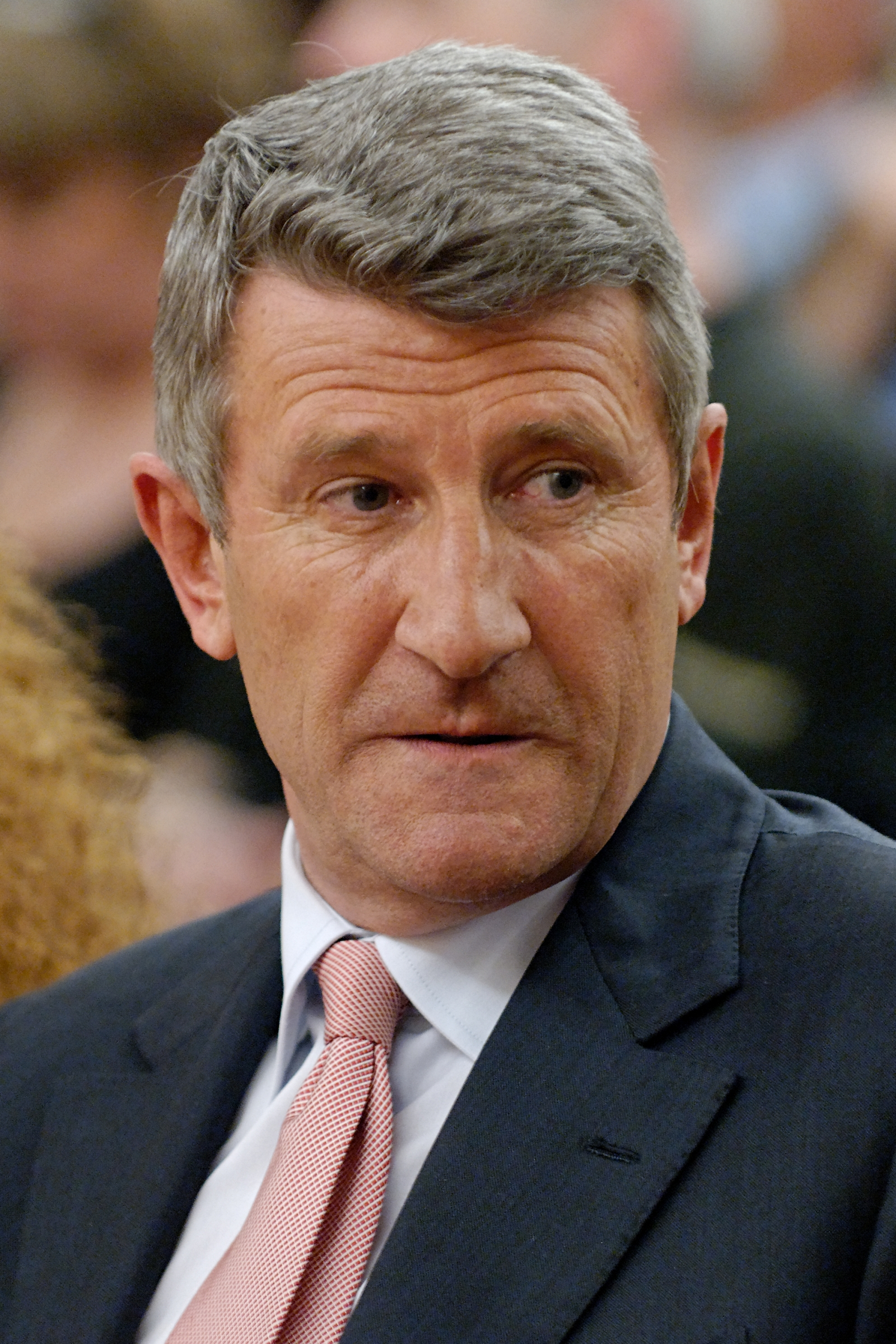
Philippe de Villiers.

L'entrée de l'anneau sur le territoire français suscite un débat relatif aux formalités réglementaires requises pour certaines antiquités britanniques d'une « importance nationale », d'une valeur supérieure à 39 219 livres sterling ou conservées en Grande-Bretagne depuis plus de cinquante ans. Le 16 mars 2016, le journal en ligne The Art Newspaper révèle que des interrogations subsistent à propos de l'obtention par le Puy du Fou de la licence d'exportation nécessaire. TimeLine Auctions affirme pourtant avoir informé l'acheteur de cette obligation.
Lors de la cérémonie célébrée au Puy du Fou le 20 mars 2016, Philippe de Villiers déclare que l’Arts Council England (en) (« conseil national des Arts ») demande « une licence d'exportation » pour le bijou, conformément au règlement européen. Devant le public, Philippe de Villiers interprète cette demande comme une preuve de l'authenticité de l'objet et ironise à propos des « historiens bourguignons ». 
Le 14 avril 2016, Nicolas de Villiers écrit à la reine Élisabeth II afin de débloquer la situation ; début mai 2016, la licence d'exportation est accordée au Puy du Fou en raison de l'opinion de l'expert de l’Arts Council, celui-ci estimant qu'il n'y a pas suffisamment de preuves permettant d'affirmer que l'anneau ait appartenu à Jeanne d'Arc.

### Sources primaires

#### Les procès de Jeanne d'Arc
- [Quicherat 1849] Jules Quicherat (éd.), Procès de condamnation et de réhabilitation de Jeanne d'Arc, dite la Pucelle : publiés pour la première fois d'après les manuscrits de la Bibliothèque royale, suivis de tous les documents historiques qu'on a pu réunir et accompagnés de notes et d'éclaircissements, t. 5 : Témoignages des poètes du XVe siècle. Lettres, actes et autres pièces détachées. Témoignages extraits des livres de comptes. Documents relatifs à l'Institution et aux premières célébrations de la fête du 8 mai, jour anniversaire de la délivrance d'Orléans. Documents sur la fausse Jeanne d'Arc qui parut de 1436 à 1440. Supplément aux pièces et extraits concernant la Pucelle. Itinéraire de la Pucelle. Notice littéraire du procès de condamnation. Notice des pièces de la réhabilitation. Table analytique, Paris, Jules Renouard et Cie, 1849, 575 p. (lire en ligne [sur archive.org]), p. 109.
- [Tisset et Lanhers 1960] Pierre Tisset ( éd.) et Yvonne Lanhers ( éd.), Procès de condamnation de Jeanne d'Arc, t. I : Texte, Paris, C. Klincksieck (Société de l'histoire de France), 1960, XXXII-446 p. (présentation en ligne), [présentation en ligne], [présentation en ligne].
- [Tisset 1970] Pierre Tisset ( éd.) et Yvonne Lanhers ( éd.), Procès de condamnation de Jeanne d'Arc, t. II : Traduction et notes, Paris, C. Klincksieck (Société de l'histoire de France), 1970, XXIV-435 p.
- [Tisset 1971] Pierre Tisset ( éd.) et Yvonne Lanhers ( éd.), Procès de condamnation de Jeanne d'Arc, t. III : Introduction. Index des matières, des noms de personne et de lieu, Paris, C. Klincksieck (Société de l'histoire de France), 1971, IV-349 p.

#### La relique présumée
- [Oates 1917] (en) Frederick Arthur Harman Oates, Catalogue of finger rings brought together by F.A. Harman Oates, F.S.A. (tiré à 36 exemplaires), 1917 (lire en ligne [sur archive.org]), p. 5 ; pl. II.
- [Hasson 1948] (en) James Hasson (préf. Charles Richard Cammell), The Banquet of the Immortals, Édimbourg, Poseidon Press, 1948, 211 p., « Jeanne d'Arc », p. 94-100.
- [Morrell 1963] (en) Ottoline Morrell (préf. Robert Gathorne-Hardy), Ottoline : The Early Memoirs of Lady Ottoline Morrell, t. 1, Londres, Faber and Faber, 1963, 308 p.
- [Morrell 1975] (en) Ottoline Morrell (préf. Robert Gathorne-Hardy), Ottoline at Garsington : Memoirs of Lady Ottoline Morrell (1915-1918), t. 2, New York, A. A. Knopf, 1975, 304 p. (ISBN 0-394-49636-1).
- [John 1952] (en) Augustus John, Augustus John : Chiaroscuro, Fragments of Autobiography, Londres, Readers Union Jonathan Cape, 1952, 285 p.
- [John 1964] (en) Augustus John (préf. Daniel George), Augustus John : Finishing Touches, Londres, Readers Union Jonathan Cape, 1964, 157 p.
- [John 1975] (en) Augustus John (préf. Michael Holroyd), Autobiography, Londres, Readers Union Jonathan Cape, 1975, 451 p. (ISBN 0-224-01060-3). Nouvelle édition réunissant Chiaroscuro et Finishing Touches, les deux volumes d'origine publiés respectivement en 1952 et 1964.

#### Études historiques sur Jeanne d'Arc
- [Beaune 2004] Colette Beaune, Jeanne d'Arc, Paris, Perrin, 2004, 475 p. (ISBN 2-262-01705-0, présentation en ligne).
- [Bouzy 2013] Olivier Bouzy, Jeanne d'Arc en son siècle, Paris, Fayard, 2013, 317 p. (ISBN 978-2-213-67205-2).
- [Contamine, Bouzy et Hélary 2012] Philippe Contamine, Olivier Bouzy et Xavier Hélary, Jeanne d'Arc. Histoire et dictionnaire, Paris, Robert Laffont, coll. « Bouquins », 2012, 1214 p. (ISBN 978-2-221-10929-8, BNF 42577474, présentation en ligne), et notamment l'entrée suivante : 
  - [Contamine 2012] Philippe Contamine, « Anneaux », dans Jeanne d'Arc. Histoire et dictionnaire, 2012, p. 509-510.
- [Pernoud et Clin 1986] Régine Pernoud et Marie-Véronique Clin, Jeanne d'Arc, Paris, Fayard, 1986, 447 p. (ISBN 2-213-01768-9).
- [Viriville 1868] Auguste Vallet de Viriville, « Les anneaux de Jeanne Darc » (lu en séance les 16 et 23 janvier 1867), Mémoires de la Société impériale des antiquaires de France, 3e série, vol. 30, t. 10,‎ 1868, p. 82-97. Tiré à part : Auguste Vallet de Viriville, Les anneaux de Jeanne Darc (extrait du XXXe volume des Mémoires de la Société Impériale des Antiquaires de France), Paris, impr. C. Lahure, s.d., 16 p. (lire en ligne [sur gallica])

#### Catalogue d'exposition
- [Pernoud et Guillet 1956] Régine Pernoud et Hubert Guillet (préf. Bernard Tissot), Jeanne d'Arc et son temps (commémoration du Ve centenaire de la réhabilitation de Jeanne d'Arc, 1456-1956 : 19 juin-20 août 1956, Musée des beaux-arts, Rouen), Rouen, Musée des beaux-arts, 1956, 96 p., p. 61-62.

#### Biographies des détenteurs supposés de l'anneau
- [Darroch 1975] (en) Sandra Jobson Darroch, Ottoline : The Life of Lady Ottoline Morrell, New York, Coward, McCann and Geoghegan, 1975, 317 p. (ISBN 0-698-10634-2).
- [Holroyd 1997/2011] (en) Michael Holroyd, Augustus John : The New Biography, New York, Pimlico, 2011 (1re éd. 1997), 752 p. (ISBN 978-1-8459-5184-9).
- [Seymour 1993] (en) Miranda Seymour, Ottoline Morrell : Life on a Grand Scale, New York, Farrar Straus & Giroux, 1993, 317 p. (ISBN 0-374-22818-3). Réédition : [2009] (en) Ottoline Morrell : Life on a Grand Scale, Londres, Faber & Faber, 2009, 616 p. (ISBN 978-0-5712-4310-5).
- [Sheppard 1991] (en) Francis Henry Wollaston Sheppard, The Treasury of London's Past : An Historical Account of the Museum of London and its Predecessors, the Guildhall Museum and the London Museum, H.M. Stationery Office (HMSO), 1991, XVI-207 p. (ISBN 0112904920, résumé, présentation en ligne).

#### Autres
- [Drapeau 2023] Sonia Drapeau, Convertie par l'anneau de Jehanne d'Arc, Paris, éd. Salvator (présentation en ligne).